# Branko Duh
Branko Duh slikar- restavrator je bil rojen 4. januarja 1948 v Mariboru.Diplomiral je na Univerzi- Pedagoški Akademiji /likovna smer/ v Mariboru.
V letih 2000 do 2005 je slikar- restavrator Branko Duh poslikal cerkveno notranjost cerkve v DOLENCIH  s freskami in ornamenti. Vsa izvršena dela so v kazeinski tehniki na suhi omet. (vir- www. goricko.net/staticpages/indeks.php?page=20040104114537724, vsebino pripravil Jože Šömenek).
Šolske sestre v Strossmayerjevi ulici 17. so dobile nov glavni oltar. Projekte, poslikavo in marmoracije je opravil slikar- restavrator Branko Duh; mizarska, rezbarska in pozlatarska dela so izvršili v ateljeju Vene Aleš.(brošura˝V OBJEMU BOŽJE PREVIDNOSTI˝ stran 18, tekst pod sliko.Brošuro izdal Provincialat šolskih sester sv. Frančiška Kristusa Kralja.)(Tednik  DRUŽINA 39, dne 21. septembra 2005, članek-  šolske sestre ¨v objemu božje previdnosti¨, avtor članka Karlo Smodiš.)
Marijina cerkev na Gorci pri Malečniku je dočakala restavratorska dela v notranjosti  cerkve.  Zelo poškodovano vzhodno steno prezbiterija je restavriral slikar- restavrator Branko Duh, ki je tudi naslikal nadomestni križev pot /originalni je bil pred leti ukraden./ (vir- ŠEMPETERSKI LIST št.009- zadnja stran.Zloženko izdala Župnija Sv. Peter pri Mariboru,septembra 2007.)(Brošura KRAJEVNI LIST Malečnik- Ruperče, letnik VIII., december 2006- stran 36. Avtor članka Branko Duh.) (vir- http:/ zupnija-malecnik.rkc.si/index.php/content/disp
Od leta 1996 do 2000 so potekala obnovitvena dela na stavbi Rektorata Univerze v Mariboru. Stropovi Trstenjakove in Miklošičeve dvorane so bili v slabem stanju, predvsem v predelu, ki ga je uporabljal MKC Maribor. Na tem delu je bil strop zaradi požara uničen.(www.mladina.si /97372/razcvet- mladosti/ malo cenjena kultura. Ta zahtevna obnovitvena dela je prevzela ŠKOFIJSKA RESTAVRATORSKA DELAVNICA Maribor, kjer je bil takrat zaposlen tudi Branko Duh in je sodeloval pri rekonstrukciji in restavriranju poslikav.Za sodelovanje in strokovno opravljeno delo je prejel ZAHVALO Univerze v Mariboru ( Zahvala, 6. 10. 2000 podpisani-  Rektor prof. dr. Ludvik Toplak ).
Škofijska Restavratorska delavnica Maribor je od leta 1997 do 1999 opravila restavratorska dela na orgelski omari orgel v Frančiškanski cerkvi v Ljubljani.Orgelska omara je poslikana v zanimivi tehniki FLODRANJA, kar pomeni- naslikana struktura lesa, ki oplemeniti  les iz katerega je omara izdelana.To zahtevno restavratorsko delo je opravil Branko Duh, takrat zaposlen v Škofijski Restavratorski delavnici iz Maribora.(Tednik DRUŽINA 18. 11.1998, naslov članka- Kraljica glasbil oznanja krščansko veselje /in DRUŽINA 46, stran 9/).
Restavriranje oltarne slike-SV. MAGDALENA v cerkvi KAPELA pri Radencih, https://www.družina.si/ICD/spletna%5B%5D stran.nsf/članek/56-31-Iz Naših Župnij-1    DANI MAUKO